# أبو القاسم ناصر الملك
أبو القاسم ناصر المُلك، من مواليد 13 يوليو 1856، وتوفي بتاريخ 26 ديسمبر 1927، كان رئيساً الوزراء رقم 5، ووزير المالية الأسبق.